# Massy (Essonne)
Massy  [masi] je francouzské město v jižním okraji pařížské aglomerace v departemente Essonne a regionu Île-de-France.
Od centra Paříže je vzdálené 14,7 km. V Massy staví i rychlovlak TGV. S centrální Paříží je spojeno městskou dopravou RER.
Město Je známé mezinárodními cirkusovými festivaly, kterých se pravidelně účastní i knížecí rodina z Monaka. Na náměstí Place de France se nachází Opera, kde vystupují světoznámé celebrity. Ve městě je také mnoho upravených – typicky francouzských parků s dětskými koutky.
Blízko je odsud i na zámek Versailles. Nedaleko odtud je i letiště Orly.

## Geografie
Massy hraničí s Verrières-le-Buisson, Antony, Igny, Wissous, Palaiseau, Champlan a Chilly-Mazarin.

## Vývoj počtu obyvatel
Počet obyvatel

## Osobnosti města
- Denis Diderot (1713–1784), osvícenecký spisovatel a filozof
- Nicolas Appert (1749–1841), vynálezce konzervace potravin na základě kombinace jejich uskladnění v hermeticky uzavřené nádobě a tepelné sterilizace
- Jean Auguste Dominique Ingres (1780–1867), francouzský malíř
- Jérôme Bonaparte (1784–1860), nejmladší bratr Napoleona Bonaparte, vestfálský král
- Fustel de Coulanges (1830–1889), historik starověku a středověku
- Antoinette, baronka z Massy (1920–2011), monacká princezna, teta knížete Alberta II.
- Alain Chabat (* 1958), komik, režisér, scenárista a producent

## Partnerská města
- Ascoli Piceno, Itálie
- Faro, Portugalsko